# Cheste
Cheste település Spanyolországban, Valencia tartományban. Cheste Chiva, Bugarra, Gestalgar, Pedralba, Loriguilla, Riba-roja de Túria és Vilamarxant községekkel határos. Lakosainak száma 9022 fő (2024).

## Népesség
A település népessége az utóbbi években az alábbiak szerint változott:
| Lakosok száma | 7027 | 7255 | 7872 | 8270 | 8615 | 8518 | 8372 | 8494 | 8971 | 9022 |
|               | 2001 | 2004 | 2007 | 2009 | 2012 | 2014 | 2017 | 2019 | 2022 | 2024 |